# الخطوط الجوية الأذرية
الحوادث الخطوط الجوية الأذرية (بالأذرية: Azərbaycan Hava Yolları) والمعروفة أيضاً بآزال، الناقل الرسمي في أذربيجان وأكبر شركات الطيران فيها. إذ يقع مقرها في مدينة باكو المجاورة لمطار حيدرعليف الدولي. تتوجه الشركة إلى آسيا، رابطة الدول المستقلة، أوروبا والولايات المتحدة. وهي عضو في اتحاد النقل الجوي الدولي (إياتا).

## لمحة تاريخية
حلّقت أول طائرة في سماء باكو بتاريخ 20 تشرين الأول/ أكتوبر 1910. هذه الخطوة فتحت مجالاً جديداً للطيران في أذربيجان إذ لم يستغرق الأمر سوى 13 عاماً حتى اكتسب النمط الجديد في النقل طابعاً رسمياً على المستوى الإقليمي. حيث شهد العام 1923 إطلاق شركة -زاقافيا- الشركة القوقازية المساهمة للطيران المدني. أما الشركات التي ساهمت في تأسيس الشركة القوقازية فهي: شركة إنشاءات موغان لتحسين الأراضي وشركة شحن قزوين وشركة نفط أذربيجان(آزنيفت). كانت تقتصر مهمة طائرات زاكافيا في تلك المرحلة على إجراء مسح جوي للمناطق بالإضافة إلى نقل المساعدات في الحلات الطارئة، وإيصال البريد جواً.
في تاريخ 22 تموز/ يوليو 2010 وقعت شركة بوينغ والخطوط الجوية الأذربيجانية اتفاقاً يقضي بإستبدال طائرتين من طراز الجيل القادم 737، بطائرة واحدة من طراز بوينغ 767-300 أي آر (بعيدة المدى) وطائرتي شحن من طراز بوينغ 767.وبذلك تكون الخطوط الجوية الأذربيجانية قد طلبت من شركة بوينغ ما مجموعه ثماني طائرات: طائرتين من طراز767-300 أي آر، وطائرتي شحن من طراز 767، وطائرتين من طراز الجيل القادم 737، وطائرتين من طراز 787-8.
وفي أيلول/ سبتمبر 2010، ألغت آزال طلبية شراء الطائرتين المتبقيتين من طراز الجي القادم 737.
وفي 24 كانون الأول/ ديسمبر عام 2010، توقفت الخطوط الجوية الأذربيجانية عن استخدام طائرات التوبوليف روسية الصنع.
في كانون الثاني/ يناير 2011، تم إجماع على منح الخطوط الجوية الأذربيجانية التصنيف الأوروبي للخدمة من الغرفة الإقتصادية الأوروبية للتجارة والصناعة والتبادل التجاري.
في تاريخ 2 حزيران/ يونيو 2011، تسلّمت الخطوط الجوية الأذربيجانية أول طائرتين من طراز بوينغ 767-300 أي آر حيث يُتوقع أن يتم استخدامها لخدمة منطقة جنوب شرق آسيا. ومن المتوقع أن يتم تسليم طائرة البوينغ 763 وطائرتي البوينغ من طراز 767-300اف في عام 2012.
وفي تاريخ 23 و24 كانون الأول/ ديسمبر 2014 تسلّمت الخطوط الجوية الأذربيجانية طائرتي البوينغ طراز 787 دريملاينرز والتي كانت الشركة قد طلبتهما سابقاً.ومع انضمام الطائرة من طراز 787 إلى أسطولها أطلقت خطوط الطيران هذه الدرجة السياحية الممتازة.

## اتفاقية الرمز المشترك
لدى الأذربيجانية اتفاقية الرمز المشترك مع الشركات التالية:
- العربية للطيران
- الخطوط الجوية الفرنسية
- طيران البلطيق
- الخطوط الجوية النمساوية[5]
- طيران بيلافيا[6]
- الاتحاد للطيران[7]
- لوفتهانزا
- الخطوط الجوية القطرية
- خطوط إس سفن[8][9]
- SCAT Airlines[10]
- الخطوط الجوية التركية
- الخطوط الجوية الدولية الأوكرانية

## الأسطول

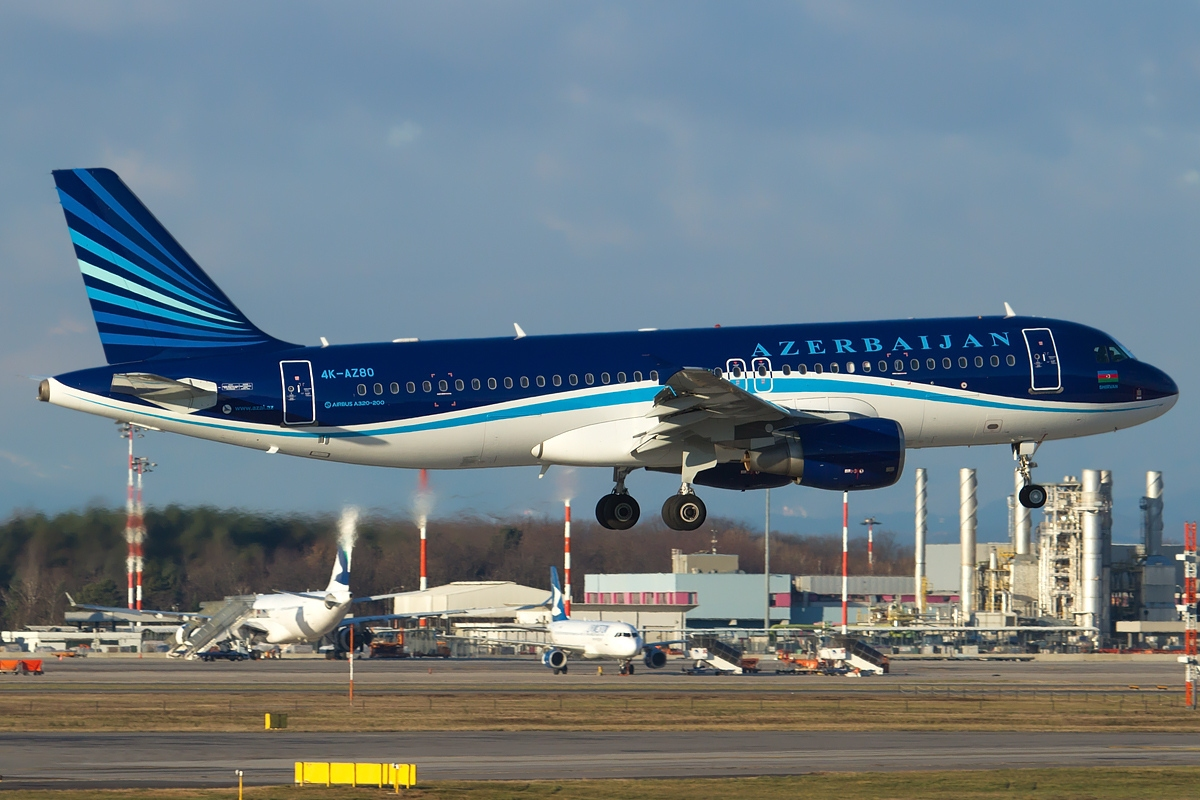
طائرة إيرباص إيه 320-200

طائرة بوينغ 787 تابعة للشركة

### الأسطول الحالي
اعتبارًا من يناير 2023، يتكون أسطول الأذربيجانية من الطائرات التالية:
| الطائرة              | في الخدمة | مطلوبة | الركاب        | الركاب            | الركاب        | الركاب        | الركاب        | ملاحظات                                          |
| الطائرة              | في الخدمة | مطلوبة | رجال الأعمال  | السياحية المتميزة | السياحية      | المجموع       | مراجع         | ملاحظات                                          |
| -------------------- | --------- | ------ | ------------- | ----------------- | ------------- | ------------- | ------------- | ------------------------------------------------ |
| إيرباص إيه 319       | 3         | —      | 24            | —                 | 90            | 114           | [ 12 ]        |                                                  |
| إيرباص إيه 320       | 6         | —      | 20            | —                 | 126           | 146           | [ 13 ]        |                                                  |
| إيرباص إيه 320 نيو   | 3         | —      | —             | —                 | 186           | 186           | [ 14 ]        |                                                  |
| إيرباص إيه 340       | 2         | —      | 36            | —                 | 201           | 237           | [ 15 ]        |                                                  |
| بوينغ 757            | 1         | —      | 22            | —                 | 158           | 180           | [ 16 ]        |                                                  |
| بوينغ 767            | 2         | —      | 22            | —                 | 176           | 198           | [ 17 ]        |                                                  |
| بوينغ 787            | 2         | 4      | 18            | 35                | 157           | 210           | [ 18 ]        | [ 19 ] [ 20 ]                                    |
| إيركوت إم إس-21      | —         | 10     | يعلن لاحقا    | يعلن لاحقا        | يعلن لاحقا    | يعلن لاحقا    | يعلن لاحقا    | كان من المقرر أن تبدأ عمليات التسليم في عام 2019 |
| أسطول كبار الشخصيات  |           |        |               |                   |               |               |               |                                                  |
| طائرات إيرباص الخاصة | 1         | —      | كبار الشخصيات | كبار الشخصيات     | كبار الشخصيات | كبار الشخصيات | كبار الشخصيات |                                                  |
| طائرات إيرباص الخاصة | 1         | —      | كبار الشخصيات | كبار الشخصيات     | كبار الشخصيات | كبار الشخصيات | كبار الشخصيات |                                                  |
| طائرات إيرباص الخاصة | 1         | —      | كبار الشخصيات | كبار الشخصيات     | كبار الشخصيات | كبار الشخصيات | كبار الشخصيات |                                                  |
| بوينغ 767            | 1         | —      | كبار الشخصيات | كبار الشخصيات     | كبار الشخصيات | كبار الشخصيات | كبار الشخصيات |                                                  |
| بوينغ 777            | 1         | —      | كبار الشخصيات | كبار الشخصيات     | كبار الشخصيات | كبار الشخصيات | كبار الشخصيات | [ 22 ]                                           |
| المجموع              | 24        | 14     |               |                   |               |               |               |                                                  |

### الأسطول التاريخي

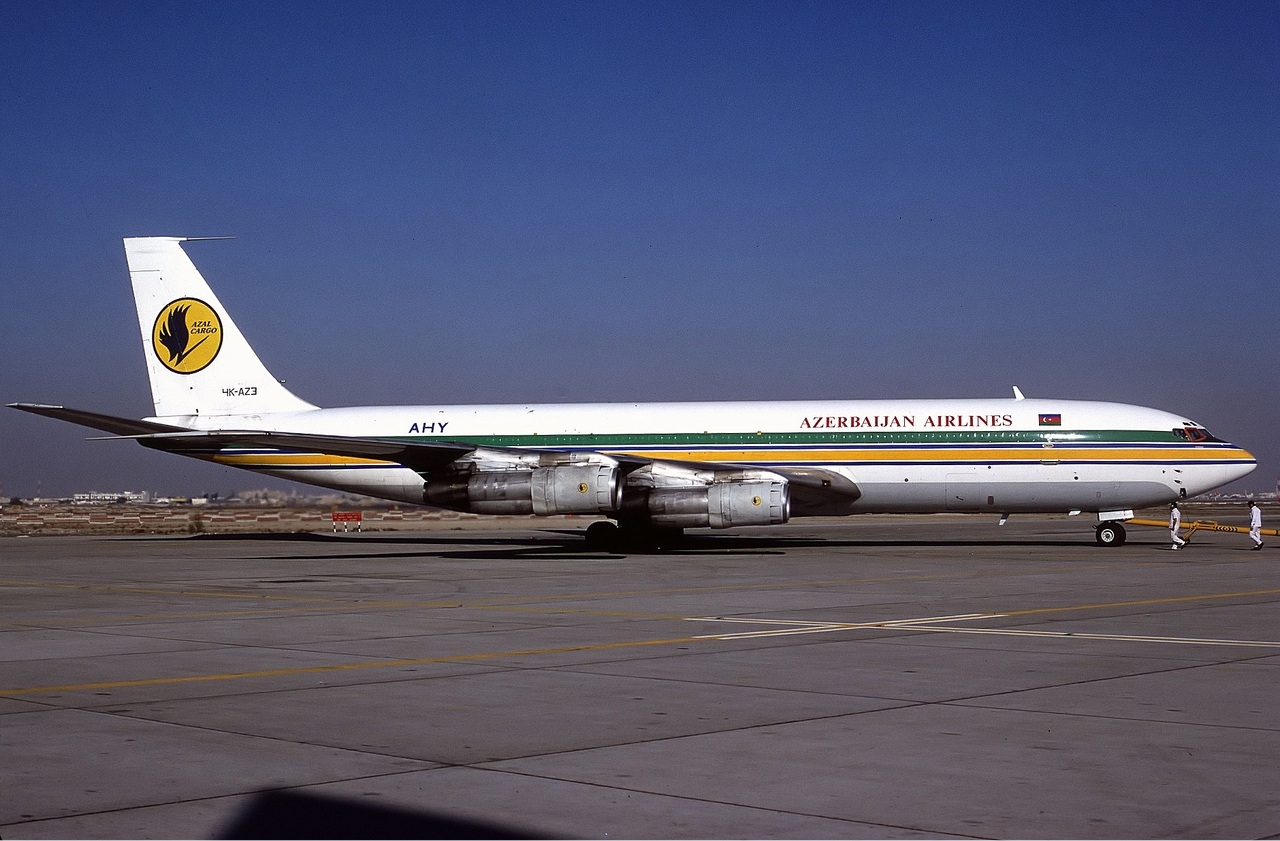
طائرة بوينغ 707-300 في 1995

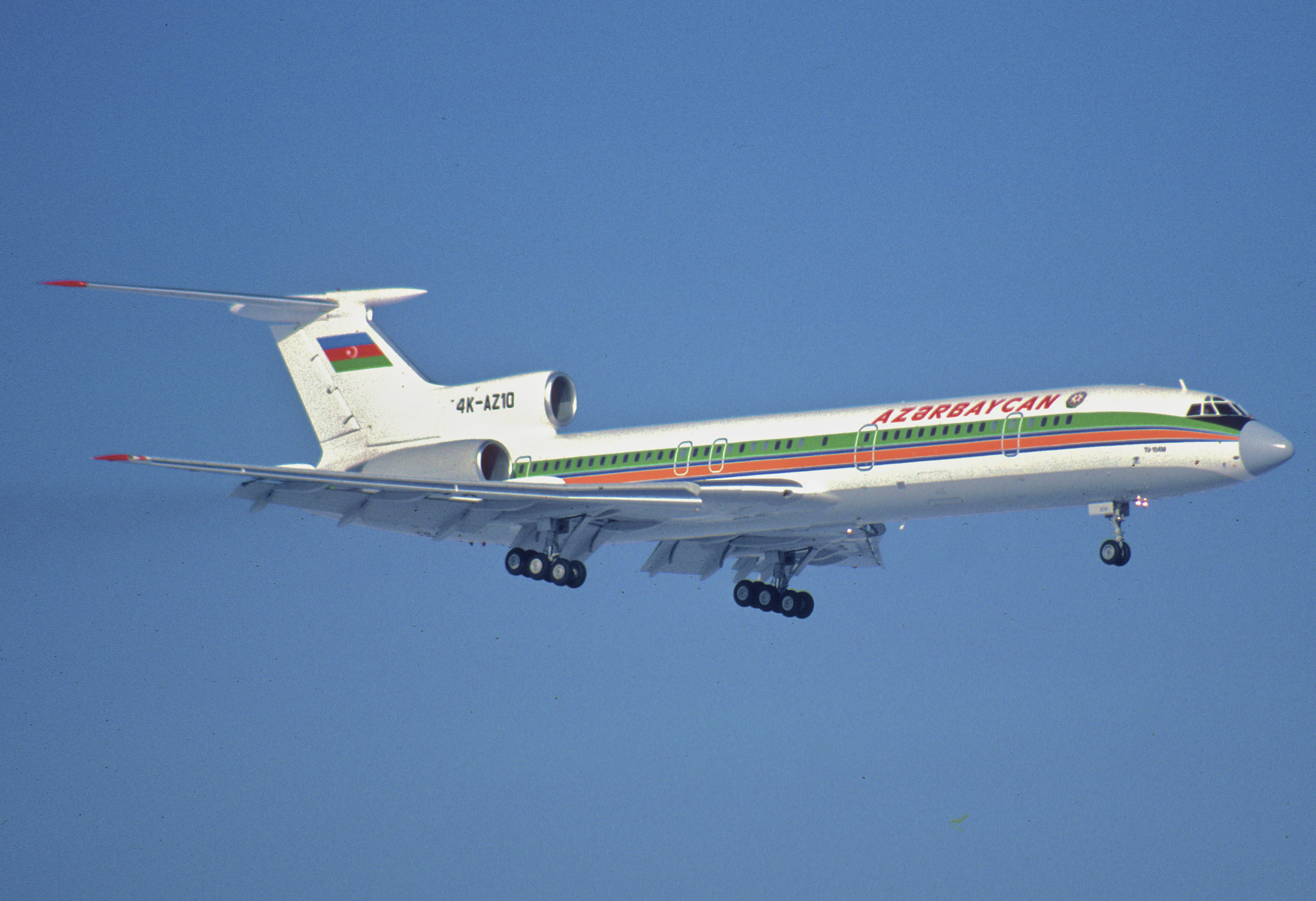
طائرة توبوليف تو 154 تابعة للشركة في 2000

سبق للخطوط الجوية الأذربيجانية تشغيل عدد من الطائرات، وكانت أكثر طائراتها شيوعًا هي توبوليف تو 154 حتى سحبها في عام 2013. جميع الطائرات التي استخدمتها الخطوط الجوية الأذربيجانية مذكورة أدناه.
| الطائرة           | الأسطول | أدخلت | سحبت | ملاحظات                                           | مراجع  |
| ----------------- | ------- | ----- | ---- | ------------------------------------------------- | ------ |
| إيه تي آر 42      | 2       | 2007  | 2013 |                                                   |        |
| إيه تي آر 72      | 4       | 2007  | 2013 |                                                   |        |
| بوينغ 707         | 6       | 1994  | 1998 |                                                   | [ 23 ] |
| بوينغ 727         | 6       | 1993  | 2004 |                                                   | [ 23 ] |
| Canadair CL-44    | 2       | 1997  | 1998 |                                                   | [ 23 ] |
| إمبراير اي-170    | 1       | 2013  | 2017 | حولت إلى شركة خطوط بوتا الجوية                    |        |
| إمبراير اي-190    | 6       | 2013  | 2017 | حولت إلى شركة خطوط بوتا الجوية                    |        |
| إليوشن إي أل-76   | 7       | 1993  | 2004 | طائرة واحدة مخزنة في مطار حيدر علييف الدولي       | [ 23 ] |
| توبوليف تي يو 134 | 21      | 1993  | 2003 |                                                   | [ 23 ] |
| توبوليف تي يو 134 | 1       | 1993  | 2003 |                                                   | [ 23 ] |
| توبوليف تي يو 134 | 1       | 1993  | 1995 | تحطمت في حادثة رحلة الخطوط الجوية الأذربيجانية 56 | [ 23 ] |
| توبوليف تو 154    | 31      | 1991  | 2013 |                                                   | [ 23 ] |
| توبوليف تو 154    | 1       | 1991  | 2013 |                                                   | [ 23 ] |